# Patricio Infante Alfonso
José Patricio Infante Alfonso (Santiago de Chile, 9 de octubre de 1929-Santiago de Chile, 18 de abril de 2025) fue un arzobispo católico chileno. Fue arzobispo de Antofagasta entre 1990 y 2004.